# Élections législatives japonaises de 1936
Les élections législatives japonaises de 1936 (第19回衆議院議員総選挙, Dai-jukyūu Shūgiin Giinsōsenkyō) sont les dix-neuvièmes organisées après l'avénement de l'empire du Japon et ont pour but d'élire les membres de la chambre des représentants de la Diète du Japon. Elles ont lieu le 20 février 1936.

## Résultats

| Partis politiques                                                                  | Sièges |
| ---------------------------------------------------------------------------------- | ------ |
| Parti démocratique constitutionnel (立憲民政党, Rikken Minseitō)                   | 205    |
| Association des amis du gouvernement constitutionnel (立憲政友会, Rikken Seiyūkai) | 175    |
| Socialistes divers                                                                 | 18     |
| Autres                                                                             | 68     |
| Total                                                                              | 466    |

- (en) Cet article est partiellement ou en totalité issu de l’article de Wikipédia en anglais intitulé « Japanese general election, 1936 » (voir la liste des auteurs).